# Guy Dolhats
Guy Dolhats (nacido el 14 de octubre de 1952 en Tarnos) es un antiguo corredor ciclista profesional francés.

## Palmarés
1973
- París-Troyes

1976
- 3.º de la Estrella de Bessèges
- Tour de Francia 1976 : abandono